# Andrij Sztohrin
Andrij Witalijowycz Sztohrin, ukr. Андрій Віталійович Штогрін (ur. 14 grudnia 1998 w Odessie) – ukraiński piłkarz występujący na pozycji napastnika w klubie Czornomoreć Odessa.

## Kariera klubowa
Wychowanek klubu Czornomoreć Odessa, barwy którego bronił w juniorskich mistrzostwach Ukrainy (DJuFL). Karierę piłkarską rozpoczął 13 września 2014 w drużynie juniorskiej Czornomorca U-17, a 9 marca 2018 debiutował w podstawowym składzie odeskiego klubu w wygranym 1:0 meczu z Zirką Kropywnycki. Latem 2019 roku zasilił skład drugiego zespołu Czornomorca, w którym grał do końca roku.

## Kariera reprezentacyjna
W 2019 występował w studenckiej reprezentacji Ukrainy.

## Sukcesy
Czornomoreć Odessa
- wicemistrz Ukraińskiej Pierwszej Ligi: 2020/21